# Otto Wilhelm von Perbandt (Beamter, 1635)

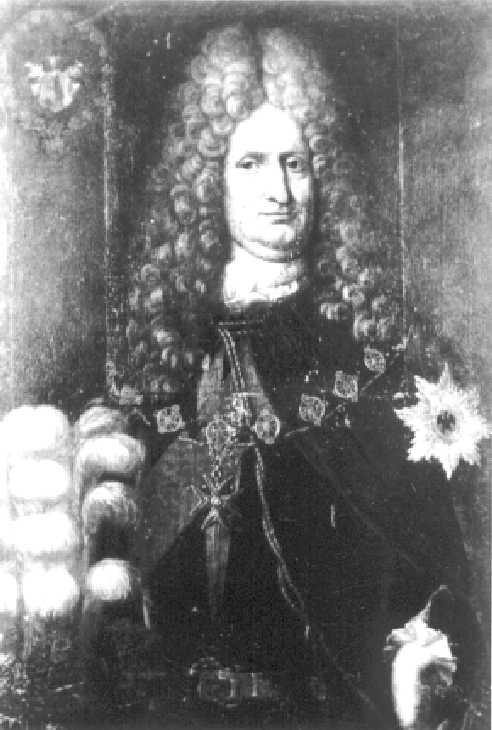
Otto Wilhelm von Perbandt (1705)

Otto Wilhelm von Perbandt (* 12. Januar 1635; † 6. März 1706) war Obermarschall und Landhofmeister in Preußen.

## Leben
Otto Wilhelm war Angehöriger des preußischen Adelsgeschlechts von Perbandt. Seine Eltern waren der Erbherr auf Nauten, Linkenow und Höffend Wilhelm von Perbandt und die Vigilante von Flemming. Gottfried von Perband war sein Bruder.
Perbandt beschritt die Laufbahn eines preußischen Beamten. 1665 wurde er zunächst Landrat und Verweser des Kreises Mohrungen und des Amtes Liebstadt, 1679 dann Amtshauptmann von Rastenburg und 1689 ebenfalls Amtshauptmann bzw. Landesdirektor von Brandenburg. Bereits 1680 war er zudem in die Funktion eines Provinzialrats in Preußen aufgerückt. Vom 24. November 1691 bis ins Jahr 1697 war Perbandt preußischer Obermarschall und von Juli 1697 bis zu seinem Tod 1706 Landhofmeister.
Perbandt gehörte auch dem Geheimen Ratskollegium unter Kurfürst Friedrich III. an. In einer Trauerrede zu seinem Begräbnis wird Perbandt auch als Hof und Legationsrat bezeichnet.

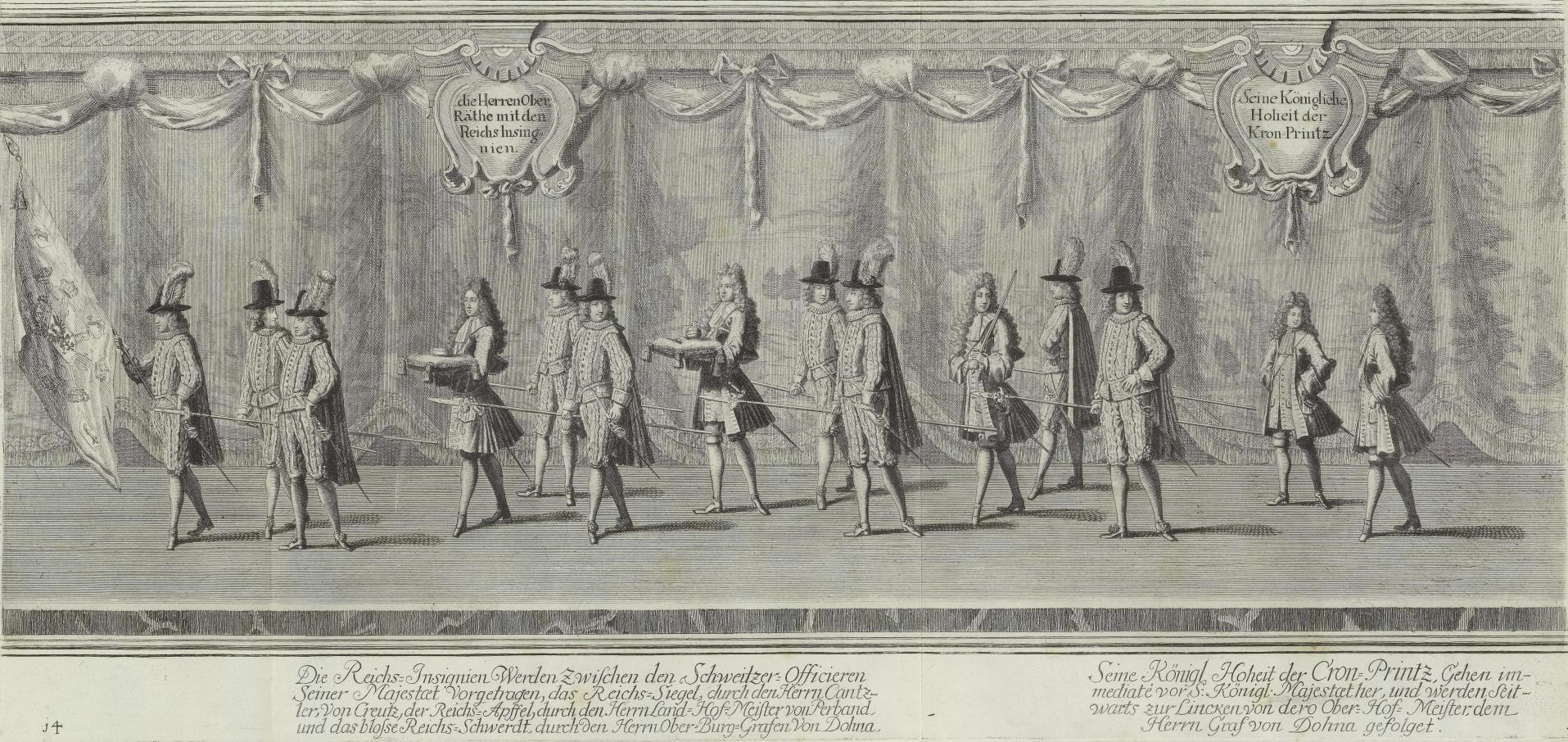
Perbandt in der Krönungsprozession bei der Königskrönung Friedrichs III. von Brandenburg

Anlässlich der Krönung 1701 gehörte Perbandt zu den ersten Rittern des Schwarzen Adlerordens. Aus väterlichem Erbe war er Erbherr auf Nauten im Amt Preußisch Holland, besaß weiterhin die ostpreußischen Güter Lietzen und Greschenen.